# Góry stare
Góry stare – góry powstałe w wyniku dawnych orogenez (przed orogenezą alpejską), np. Góry Świętokrzyskie. Wskutek długotrwałej denudacji ich wysokości są niewielkie, a formy grzbietowe łagodne. Ich rzeźba ma charakter średniogórski lub niskogórski. Określenie stare góry nie dotyczy wieku skał, mogą one być zarówno stare, powstałe przed utworzeniem górotworu, jak i młodsze od górotworu (np. intruzje granitów).